# Disney Wonder
Pour les articles homonymes, voir Wonder.
Le Disney Wonder est l'un des navires de la Disney Cruise Line, société de croisière de la Walt Disney Company.
C'est le second bâtiment construit dans le chantier naval italien de Fincantieri pour Disney. Le bateau est immatriculé aux Bahamas. C'est un bateau de type « paquebot ». Sa silhouette rappelle celles des transatlantiques. Disney l'utilise pour des croisières principalement entre Port Canaveral et les îles des Caraïbes dont Castaway Cay (l'île privée de Disney), Nassau et Saint-Martin.

## Les croisières
Ce navire est spécialisé pour Disney dans les croisières de 3 à 4 jours dans les Caraïbes : voir itinéraires de Disney Cruise Line.
En 2011, le Disney Wonder doit commencer les croisières exceptionnelles à l'image du Disney Magic. Il rejoindra la côte Mexicaine puis effectuera 10 croisières au départ de Vancouver au Canada et à destination de Juneau en Alaska.
Le 26 janvier 2011, après avoir effectué sa première escale à Mazatlán, Disney Cruise Line, à l'instar d'autres compagnies de croisière, annonce suspendre les escales du Disney Wonder dans cette ville pour des raisons de sécurité, à la suite de plusieurs vols commis en l'espace de quelques semaines à l'encontre de vacanciers en escale.

## Informations techniques
- Navire stabilisé, doté de 11 ponts passagers
- Nombre de cabines: 875
- Cabines intérieures : 252
- Cabines extérieures : 625
- Nombre de restaurants : 4
- Nombre de piscines : 3
- Nombre d'ascenseurs : 12
- Nombre de bateaux de survie : 20
- Voltage à bord : 110 V
- Nombre de téléphones à bord : 1 850
- Restaurant non fumeur : Oui
- Bateau non fumeur : Non
- La proue possède un blason représentant le Sorcier Mickey dans Fantasia.
- La poupe du bateau possède des statues de Donald et Riri, l'un de ses neveux, qui peignent à proximité de l'ancre.
- L'intérieur du Disney Wonder est inspiré par le mouvement art nouveau, caractérisé par un sentiment d'« art de la nature », avec des dessins de vagues tourbillonnantes enchantées.
- La statue dans le lobby représente Ariel de La Petite Sirène, juchée sur un rocher.
- La seconde cheminée, située à l'avant est factice et ne sert qu'à l'esthétique générale du bateau afin de le faire ressembler aux anciens transatlantiques.
- Le bateau comporte aussi deux ponts pour l'équipage nommés A et B qui sont situés sous le premier pont des passagers.
- Le prix estimé du bateau est de 350 000 000 $.

## À bord
(Les deux bateaux Disney Wonder et Disney Magic étant quasiment identiques, leurs descriptions en sont donc très semblables. Voir à bord du « Disney Magic ».)
Le bateau peut se découper en quatre sections séparées par les trois cages d'ascenseurs :
la proue, l'ascenseur avant, une section avant, l'ascenseur central (midship), l'ascenseur arrière, la poupe.
Nous parlerons ici d'ascenseur mais le bateau en possède quatre pour chaque cage d'ascenseurs. De plus chaque cage d'ascenseurs est doublée d'autant de cages d'escaliers. Nous découperons la suite de l'article par pont. 
La table ci-dessous indique les principaux aménagements disponibles.
| Restaurants | Snacks et cafés | Boutiques                                                                     |
| --- | --- | ----------------------------------------------------------------------------- |
| - Triton's - Parrot Cay - Promenade Lounge - Animator's Palate - Beach Blanket Buffet - Pinocchio's Pizzeria - Palo                          | - Préludes - Scoops - Pluto's Dog House Snack Bar - Cove Cafe - Signals - Outlook                                                                                                 | - Up Beat - Mickey's Mates - Treasure Ketch                                   |
| Activités | Activités | Autres                                                                        |
| - Walt Disney Theatre - Buena Vista Theatre - Route 66 avec - WaveNads - Diversions - Cadillac Lounge - Studio Sea - Quarter Masters - Aloft | - Disney's Oceaneer Club - Disney's Oceaneer Lab - Flounder's Reef Nursery - Piscines - Mickey's Pool - Goofy's Pool - Quiet Cove Pool - Wide World of Sports Deck - Shuffleboard | Entrée principale: Lobby Atrium Accès aux bateaux d'excursions : Tender Lobby |

### Pont 1
À ce niveau se trouve le centre médical du bateau (situé à l'avant) et les accès aux portes de débarquement par les tender boats d'où le nom de Tender Lobby aux niveaux des ascenseurs avant et arrière.
Quelques cabines pour les passagers se trouvent ici ainsi que certaines de l'équipage haut gradé.

### Pont 2
Ce pont est réservé aux cabines des passagers. Des espaces de réunion existent sur le bateau au niveau de l'ascenseur central.

### Pont 3
Ce pont est réservé aux restaurants et à une zone de divertissements nocturnes, située à l'avant du bateau.
Il accueille surtout l'atrium principal du bateau appelé Lobby Atrium au niveau des ascenseurs midship. Il occupe trois ponts au milieu du bateau. Deux balcons le surplombent aux ponts supérieurs. Deux escaliers se rejoignent au niveau du balcon au pont 4, derrière la statue d'Ariel. Les magnifiques cages d'ascenseurs en verre et fer forgé sont l'œuvre de Dave Chilhuly, un verrier.
Dans l'atrium côté proue, deux comptoirs permettent aux visiteurs de faire les démarches qu'ils souhaitent.
- Le Guest Services Desk à gauche (bâbord) est le comptoir principal dont le service du téléphone.
- Le Shore Excursion Desk à droite (tribord) est le comptoir pour les activités à l'extérieur du bateau.

Triton's est le grand restaurant du bateau. L'entrée est située sous le balcon de l'atrium.
Route 66 regroupe autour d'une fausse rue, le long des ascenseurs avant, plusieurs éléments de la vie nocturne. Un couloir partant d'entre les ascenseurs midship de l'atrium et contournant la discothèque par bâbord permet de rejoindre la zone :
- Wave Bands
- Diversions est un pub sur le sport avec des écrans plasma diffusant ESPN.

Il remplace la discothèque Off Beat et propose un « service » comparable au défunt ESPN Sky Box qui était situé au pont 11.
- Radar Trap est une boutique située à l'entrée de la discothèque qui propose des cigares, des alcools et des confiseries.

Un couloir longe à bâbord le restaurant Triton's. Après un escalier supplémentaire menant au pont 4, le café Promenade Lounge permet de se détendre et de se rafraîchir. Un espace a été aménagé dans le fond du café pour devenir un Internet Cafe. Juste après se trouvent les ascenseurs arrières.
Le couloir bâbord se prolonge jusqu'au restaurant Parrot Cay qui occupe une partie de la poupe. C'est un buffet qui propose des spécialités des Antilles dans un décor très coloré.
Pour ceux qui en aurait besoin des toilettes se trouvent à gauche des ascenseurs avant (dans Route 66) et arrière. Et pour information la scène et la partie inférieure des fauteuils du Walt Disney Theatre du pont 4 occupent une partie de la proue derrière les murs de Diversions et Sessions.

### Pont 4
C'est un autre pont destiné aux loisirs et à la restauration.
La majeure partie de la poupe est occupée par le Walt Disney Theatre (ainsi que le pont 3 et le pont 5). C'est une salle de spectacle de 1 022 places, dont 975 permanentes, pour des productions Disney de type Broadway (comédies musicales). L'intérieur du théâtre est très raffiné avec des boiseries, des fauteuils en bois et tissus aux motifs art déco.

Aux deux entrées du théâtre, à bâbord et tribord, des toilettes proposent leurs « services » aux visiteurs.
Sous les escaliers menant au Walt Disney Theatre, la boutique Préludes propose des en-cas pour les spectateurs.
Deux boutiques occupent l'espace séparant le Walt Disney Theatre de l'étage de l'atrium.
- À bâbord, Mickey's Mates est une boutique Disney dans un décor de galion. Des peluches, vêtements et accessoires Disney Cruise Line feront le bonheur des acheteurs en quête d'idée de cadeaux.
- À tribord, Treasure Ketch est une boutique détaxée d'objets de luxe (montres, pieres et bijoux ainsi que des articles Disney de collections. Toutefois des vêtements de bain ou de style tropical sont aussi disponibles.

Le balcon de l'atrium s'ouvre sur le pont 3, accessible par deux escaliers, avec une vue sur les magnifiques cages d'ascenseurs en verre et fer forgé.
La coursive bâbord accueille une piste de shuffleboard pour jouer au Horse Collar ou Crazy Eight, des jeux de palets sur le pont en bois avec une vue sur l'océan, comme dans les années 1920.
Derrière les escaliers, le Studio Sea est un café-karaoké où il est aussi possible de faire des jeux de type télévisés. Le décor comprend même une porte pour les « invités ». Il se situe juste au-dessus du Triton's.
À la poupe le restaurant Animator's Palate propose dans un décor de dessin animé des plats « magiques » aux formes des personnages Disney ou inspirés par eux. Les piliers au centre de la pièce ont la forme de pinceau. Il se situe juste au-dessus du Parrot Cay.
La coursive du bateau propose une piste de jogging/course de 560 m autour du bateau.

### Pont 5
Deux zones de cabines existent sur ce pont, l'une à la poupe, l'autre à la proue.
Situé dans la section arrière, le Buena Vista Theatre est une salle de cinéma de 270 places pour les dernières productions Disney-Buena Vista (et filiales) ou les dessins animés classiques.
L'intérêt de ce pont tient surtout dans les deux parties du Disney's Oceaneer situées de part et d'autre du dernier niveau de l'atrium.
- Disney's Oceaneer Club est une zone de jeux pour les enfants de 3 à 7 ans, thématisée comme le pont d'un bateau pirate, celui du capitaine Crochet. Des spectacles peuvent même être donnés ici.
  - Au fond de cette zone, une nurserie, Flounder's Reef Nursery propose ses services.
- Disney's Oceaneer Lab est une zone de jeux pour les enfants de 8 à 12 ans, thématisée comme un mélange entre une cuisine et un laboratoire.

### Pont 6
Le pont 6 est entièrement réservé aux cabines des passagers.

### Pont 7
Le pont 7 est entièrement réservé aux cabines des passagers.

### Pont 8
Le pont 8 est entièrement réservé aux cabines des passagers. Mais c'est aussi le pont où est situé la passerelle.

La totalité des cabines sont situées sur le pourtour du bateau et possèdent une véranda privative. Et nombre d'entre elles sont des suites.
À la poupe on trouve deux suites, la Roy Disney Suite et la Walt Disney Suite, qui sont le summum du luxe à bord.

La petite, la Roy Disney dispose de 115 m2, une véranda de 10 mètres de large, un large salon avec toute la technologie (et des canapés), une salle à manger, une bibliothèque, deux chambres avec dans chacune, deux baignoires massives et un spa.

La Walt Disney Suite est décorée de photos de famille de Walt Disney (un an d'attente minimum pour la réserver).
Au milieu du bateau, les deux Royal Suite with Verandah proposent plus de 100 m2 d'espace, pour 7 personnes (maximum). Une bibliothèque, un dressing et une salle à manger permettent d'être « comme chez soi », le luxe et la vue en plus.
Ensuite vers la proue, deux Two-Bedroom Suite with verandah proposent 94,5 m2, elle aussi, pour 7 personnes (maximum).
Pour finir, quatorze One-Bedroom Suite with Verandah proposent sur ce pont des chambres de 61,4 m2 (pour 4 à 5 personnes).

### Pont 9
Ce pont est en grande partie réservé aux sports et loisirs. Il dispose de trois piscines entourées d'un grand nombre de chaises longues et de plusieurs lieux de restaurations.  En dessous de 23 °C, les piscines sont chauffées.
À la poupe, le restaurant Beach Blanket Buffet permet de manger à un buffet soit sur la terrasse du pont arrière soit dans le bateau mais en conservant la vue sur l'océan. Tous les repas peuvent y être pris.
Situé à tribord, juste à côté de la sortie des ascenseurs arrière (à bâbord ce sont des toilettes), le café Scoops permet de prendre de boissons fraîches ou des fruits mais surtout des glaces à déguster près des piscines.
- Mickey's Pool est une piscine pour les enfants qui adopte la forme de la célèbre souris. Profonde au maximum de 60 cm, elle possède sur le côté bâbord un toboggan partant du pont 10. Il est toutefois réservé aux jeunes de 4 à 14 ans.

Situé sous le départ du toboggan dans la cheminée arrière, le snack Pluto's Dog House Snack Bar permet de manger des tacos, des hamburgers, du poulet… tout en restant à proximité de la piscine.

De l'autre côté, la Pinocchio's Pizzeria est surtout une pizzeria à emporter dont les spécialités italiennes sont prêtes à être dégustées le long des piscines.
- Goofy's Pool, située entre les deux cheminées, est la piscine des adolescents et de la famille. Elle est plus profonde et permet un peu de natation.

Juste au bord de cette piscine, un espace permet les Deck Parties, ces fêtes réunissant les passagers du bord. Des tables de ping-pong sont aussi disponibles à proximité.
Plusieurs espaces sont installés dans la cheminée avant (totalement fausse).
- Cove Cafe, à bâbord, est un bar réservé aux adultes (+ de 18 ans) avec un billard et même des connexions à Internet.
- Quarter Masters, à tribord, est une salle de jeux vidéo et de palets.
- Situé entre les deux, le bar de piscine Signals offre des boissons alcoolisées devant la Quiet Cove Pool.
- Quiet Cove pool est une piscine réservée aux adultes.

Situé au-dessus de la passerelle de commandement, un point d'observation baptisé Overlook permet d'admirer l'océan. Il est toutefois situé à plus de 23 m.
Juste derrière se trouve le complexe Vista & Spa Salon qui dispose de nombreux services de soins esthétiques et relaxants.

### Pont 10
Le pont 10 surplombe les trois piscines (du pont 9).
À la poupe, le restaurant Palo permet aux adultes de profiter de repas italiens, d'un confort en tout point supérieur au Topsider Buffet, située juste au-dessous.
Le départ du toboggan de la Mickey's Pool se situe au pied de la cheminée arrière.
La cheminée avant permet de rejoindre le pont 11. Mais le snack Outlook permet aussi de manger des paninis en profitant de la vue.
Située au-dessus du spa, le Wide World of Sports Deck est un double terrain de sports pour pratiquer le handball, le basket-ball ou le softball. Le terrain est entouré d'un grillage pour éviter de perdre les balles. La surface y est modulable.

### Pont 11
Ce pont est uniquement un espace de la fausse cheminée avant, transformé en « refuge » pour les adolescents. Baptisé Aloft il reconstitue un loft avec canapés, télévision et autres accessoires pour que les jeunes puissent se sentir chez eux.
Il remplace depuis 2004 l'ancien ESPN Skybox qui était réservé aux adultes fans de sports.

## Identité visuelle

Ancien logo.
Logo actuel.